# Ján Konečník
Ján Konečník (* 23. dubna 1929) byl slovenský a československý politik Komunistické strany Slovenska, poslanec Sněmovny lidu Federálního shromáždění za normalizace.

## Biografie
K roku 1971 i 1976 se profesně uvádí jako dělník.
Ve volbách roku 1971 zasedl jako bezpartijní poslanec do Sněmovny lidu (volební obvod č. 155 - Myjava, Západoslovenský kraj). Mandát obhájil ve volbách v roce 1976 (obvod Senica), nyní již jako člen KSS. Ve FS setrval až do konce funkčního období, tedy do voleb v roce 1981.